# Stalybridge Celtic FC
Stalybridge Celtic FC is een Engelse semi-professionele voetbalclub uit Stalybridge. Clubkleuren zijn blauw-wit en thuiswedstrijden worden in het Bower-Fold stadion gespeeld.
De club speelde 2 seizoenen in de Football League (1921-1923) en stapte daar vrijwillig uit. In 2001 had de club een van de beste seizoenen uit de geschiedenis toen er 3 trofeeën gewonnen werden, de ‘’Cheshire Senior Cup’’, de ‘’Presidents Cup’’ en de titel in de Northern Premier League, waardoor de club promoveerde naar de Football Conference.

## Erelijst
- Challenge Shield - 1955, 1978
- Cheshire County League - 1980
- Cheshire County League Cup - 1922
- Cheshire Senior Cup - 1953, 2001
- Edward Case Cup - 1978
- Intermediate Cup - 1958, 1969
- Lancashire Combination Division Two - 1912
- Lancashire Floodlit Cup - 1989
- Manchester Senior Cup - 1923
- North West Counties League - 1984, 1987
- North West Counties Super Cup - 1984
- Northern Premier League - 1992, 2001
- Northern League Cup - 1992, 1999
- President's Cup - 2001, 2003